# Выползово (Родниковский район)
Выползово — деревня в Родниковском районе Ивановской области России. Входит в состав Парского сельского поселения.

## География
Деревня находится в центральной части Ивановской области, в зоне хвойно-широколиственных лесов, в пределах Волжско-Клязьминского междуречья, при автодороге 24Н-125, на расстоянии примерно 11 километров (по прямой) к югу от города Родники, административного центра района. Абсолютная высота — 110 метров над уровнем моря.

### Климат
Климат характеризуется как умеренно континентальный, с умеренно холодной многоснежной зимой и тёплым летом. Среднегодовая температура воздуха — 3,1 °C. Средняя температура воздуха самого холодного месяца (января) — −11,9 °C (абсолютный минимум — −46 °C); самого тёплого месяца (июля) — 18,3 °C (абсолютный максимум — 36 °C). Безморозный период длится около 126 дней. Годовое количество атмосферных осадков составляет 620 мм, из которых большая часть выпадает в тёплый период. Снежный покров держится в течение 150—160 дней.

### Часовой пояс
Деревня Выползово, как и вся Ивановская область, находится в часовой зоне МСК (московское время). Смещение применяемого времени относительно UTC составляет +3:00.

## Население
| 2010 |
| ---- |
| 48   |

### Национальный состав
Согласно результатам переписи 2002 года, в национальной структуре населения русские составляли 100 % из 33 чел.

## Известные люди, связанные с деревней
Виталий Изосимович Белянин (1927-2016) - уроженец деревни Выползово, главный агроном колхоза "Возрождение", заслуженный агроном РСФСР,  почетный гражданин Родниковского района, награжден орденом Ленина, орденом Дружбы народов, орденом Знак Почета, Лауреат премии знатных работников сельского хозяйства Ивановской области. 